# Давид Бичик
Давид Бичик (чеськ. David Bičík, нар. 6 квітня 1981, Прага) — чеський футболіст, що грав на позиції воротаря. По завершенні ігрової кар'єри — тренер. З 2020 року входить до тренерського штабу клубу «Спарта» (Прага).
Виступав, зокрема, за клуб «Спарта» (Прага), а також юнацьку збірну Чехії.
Чотириразовий чемпіон Чехії. Чемпіон Словаччини.

## Клубна кар'єра
У дорослому футболі дебютував 2000 року виступами за команду «Спарта» (Прага), в якій провів сім сезонів, взявши участь у 4 матчах чемпіонату. За цей час тричі виборював титул чемпіона Чехії.
Згодом з 2000 по 2014 рік грав у складі команд «Спарта» II, «Вікторія» (Пльзень), «Кладно», «Слован»  (Братислава), «Слован» (Ліберець), «Мерсін Ідманюрду» та «Каршияка». Протягом цих років додав до переліку своїх трофеїв ще три титули чемпіона Чехії, ставав чемпіоном Словаччини.
Завершив ігрову кар'єру у команді «Спарта» (Прага), у складі якої вже виступав раніше. Повернувся до неї 2014 року, захищав її кольори до припинення виступів на професійному рівні у 2020 році.

## Виступи за збірні
У 1999 році дебютував у складі юнацької збірної Чехії (U-17), загалом на юнацькому рівні взяв участь у 5 іграх, пропустивши 4 голи.

## Кар'єра тренера
Розпочав тренерську кар'єру відразу ж по завершенні кар'єри гравця, 2020 року, увійшовши до тренерського штабу клубу «Спарта» (Прага). Наразі досвід тренерської роботи обмежується цим клубом, у якому Давид Бичик працює і досі.

## Титули і досягнення
- Чемпіон Чехії (4):

«Спарта» (Прага): 2000-2001, 2002-2003, 2004-2005
«Слован»: 2011-2012
- Чемпіон Словаччини (1):

«Слован»: 2008-2009